# The Red Girl
The Red Girl è un cortometraggio muto del 1908, oggi perduto, diretto da David W. Griffith. Prodotto e distribuito dalla American Mutoscope & Biograph, il film - girato a Little Falls, New Jersey - uscì nelle sale il 15 settembre 1908. Fu l'esordio sugli schermi di Clara T. Bracy, un'attrice e cantante inglese che aveva lavorato a lungo in Australia con una compagnia di operette. Nel cast compare un altro nome noto del teatro di rivista, quello di Marion Sunshine, artista di vaudeville conosciuta anche per aver introdotto e resa per prima popolare la musica cubana negli Stati Uniti.

## Trama
Kate Nelson, una ragazza cercatrice d'oro, trova alcune pepite e si precipita in paese per registrare la miniera. Ormai è tardi e l'ufficio è chiuso. La ragazza, che ha mostrato il suo sacchetto agli astanti, si reca in albergo, dove vuole passare la notte. Una donna messicana, che ha visto l'oro di Kate, si introduce nella stanza della giovane che, risvegliata, ingaggia una lotta con la ladra che è costretta a fuggire, Sulle sue tracce, Kate viene aiutata dal ragazzo della reception che però viene ucciso durante l'inseguimento dalla messicana. La donna, sempre in fuga, incontra una coppia composta da un'indiana e dal marito, un meticcio. Si fa aiutare da loro e l'indiana indirizza gli inseguitori verso una pista sbagliata. La messicana, come ringraziamento, seduce il meticcio che non solo porta via alla moglie, ma che spinge ad uccidere la sua compagna. La coppia lega mani e piedi la giovane indiana, sospendola sopra un tronco morto che pende sul fiume. Lei riesce a liberarsi e, a nuoto, raggiunge la riva dove incontra gli inseguitori. Diventata la loro guida, li porta dietro ai due fuggitivi che cercano una via di scampo in canoa. Dopo una lotta nelle acque del fiume, i due hanno la peggio e vengono catturati. Il meticcio, adesso, è pentito per ciò che ha fatto e chiede alla moglie di poter tornare insieme a lei. L'indiana però, lo respinge. Resta invece insieme a Kate, che l'abbraccia nel tramonto.

## Produzione
Il film fu prodotto dall'American Mutoscope & Biograph.

## Distribuzione
Il copyright del film, richiesto dall'American Mutoscope and Biograph Co., fu registrato il 3 settembre 1908 con il numero H115322.
Distribuito dall'American Mutoscope & Biograph, il film - un cortometraggio della durata di 17 minuti - uscì nelle sale cinematografiche USA il 15 settembre 1908.
Non si conoscono copie ancora esistenti della pellicola che viene considerata presumibilmente perduta.